# Raymond Saint-Prix
 (avril 2010).
Pour les articles homonymes, voir Saint-Prix.
Raymond Saint-Prix (né à Saint-Péray le 19 décembre 1887 et mort au Péage-de-Roussillon le 24 mars 1981) est un acteur français du XXe siècle, pensionnaire de la Comédie-Française autour de la Première Guerre mondiale. Il fut également peintre et mécène.

## Biographie
Raymond Saint-Prix, fils d'une famille de la bourgeoisie dauphinoise (petit-fils du sénateur Oscar Saint-Prix), monte à Paris à la veille de la Première Guerre mondiale pour étudier la peinture à l'académie Julian, puis le théâtre auprès d'André Brunot. Vers 1915, il est pensionnaire à la Comédie-Française. Au théâtre des Bouffes-Parisiens, il tient le rôle de Néron dans Britannicus. Souffrant, il se retire en 1920 auprès de sa mère, Isabelle Richard, dans la maison familiale du Péage-de-Roussillon et consacre une grande partie de son existence à entretenir les amitiés nouées lors de ses années parisiennes. Il compte au nombre de ses proches Sarah Bernhardt, Sacha Guitry, Mounet-Sully, Rejane, Romuald Joubé, Colonna Romano, Albert Reyval, Pierre Alcover. Mécène, il a encouragé et fait connaitre plusieurs artistes locaux, dont le dramaturge Alfred Poizat et l'aquarelliste valentinois Louis Ageron ainsi que le graveur Courtaboeuf.
Raymond Saint-Prix est enterré au côté de sa mère pour laquelle il avait une profonde affection, dans la chapelle familiale de sa maison du Péage-de-Roussillon. Cette demeure qui conserve de nombreux souvenirs de sa vie est aujourd'hui un musée. Le parc Beauregard adjacent où furent données de nombreuses représentations dans le théâtre de verdure aménagé par Raymond Saint-Prix (le "bosquet d'Appollon"), est un jardin public.

## Théâtre
- 1914 : Plein vol, pièce en 4 actes en vers de Jules Roche  représentée au Grand Théâtre de Reims, en janvier 1914[2]